# Кіевлянинъ (альманах)

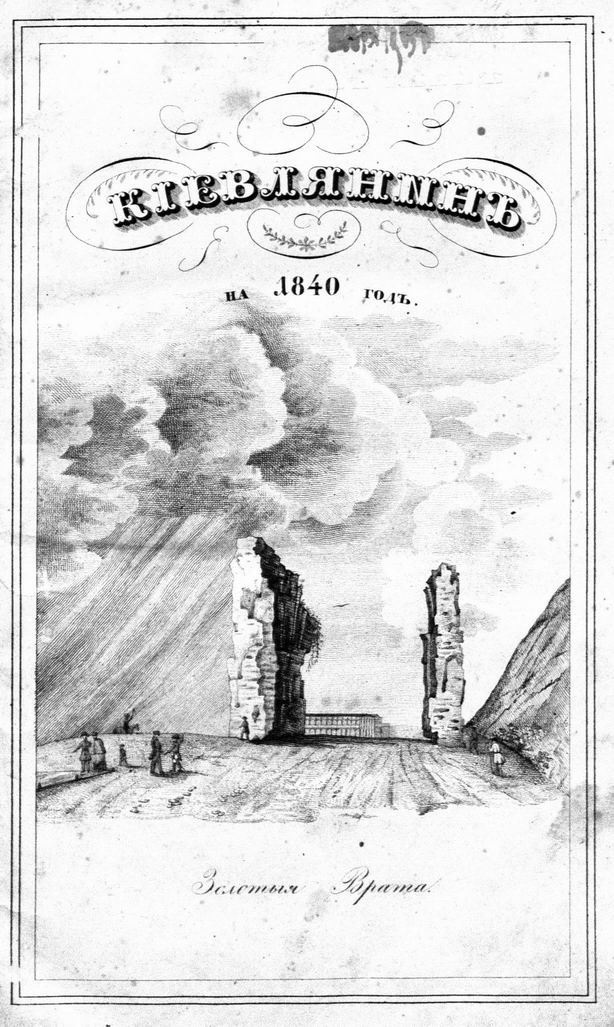
Фронтиспис першої книжки альманаху «Киевлянин» з зображенням Золотих ворот у Києві

«Кіевлянинъ» (укр. Киянин, рос. дореф. Кіевлянинъ) — літературно-історичний альманах, який видавав М. О. Максимович.
Вийшло три книги: дві перші в Києві (1840 і 1841), третя — в Москві (1850).
Хвороба М. О. Максимовича, його скрутне матеріальне становище і жорстокий цензурний терор 1848—1855 років припинили вихід збірника «Киевлянин».

## Вміст і критика
Альманах публікував: 
- історичні документи, статті;
- літературні художні твори;
- літературознавчі статті.

У збірниках містилися численні статті з історії Києва, Переяслава, Волині, всієї Київської і Галицької Русі, автором яких був в основному М. О. Максимович, Серед авторів художніх творів були українські письменники — Євген Гребінка, Григорій Квітка-Основ'яненко, Пантелеймон Куліш.
З літературознавчих статей привертала увагу розвідка самого М. О. Максимовича «О стихотворениях червонорусских», в якій автор вказав на схоластичний характер тодішньої літератури на західноукраїнських землях, твори якої, в основному панегіричного характеру (прославлення церковних осіб, цісарів), писалися штучною, незрозумілою народові мовою. Максимович закликав у цій статті галицьких поетів орієнтуватись на російську і українську літературу, вивчати й розвивати народну мову, підносити її до рівня літературної.
Критика (Г. Ф. Квітка-Основ'яненко, В. Г. Бєлінський та інші) тепло зустріла появу збірника. В. Г. Бєлінський визначив «Кіевлянинъ» М. О. Максимовича як «більш учений, ніж літературний альманах».
М. Максимович також зазнав критики з боку російської шовіністичної преси за видання «Киевлянина».